# بن عشيبة شلية
بن عشيبة شلية بلدية جزائرية في ولاية سيدي بلعباس شمال غرب الجزائر.